# Нана Плаза

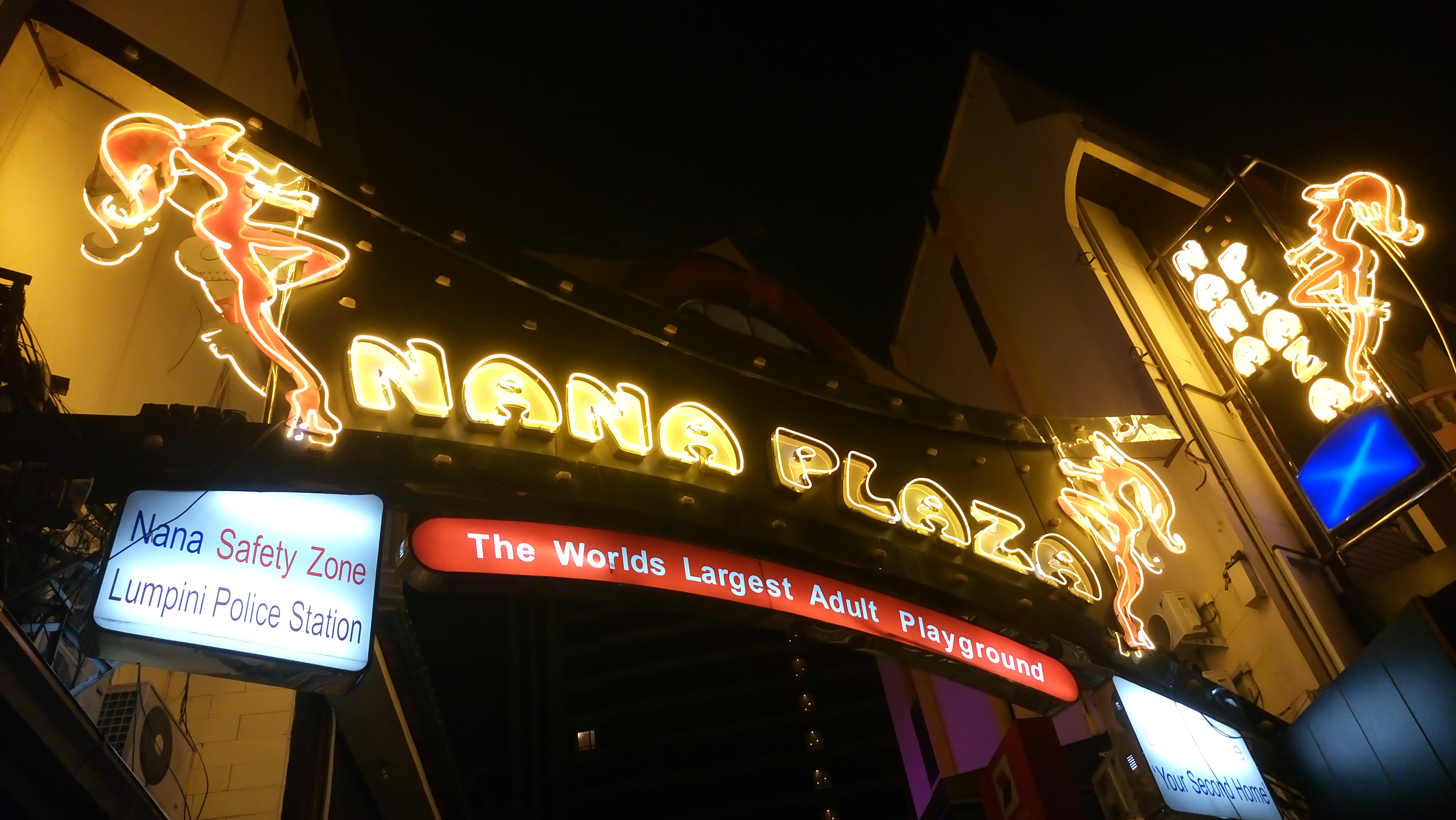
Вход в «Нана Плаза». 2017 г.

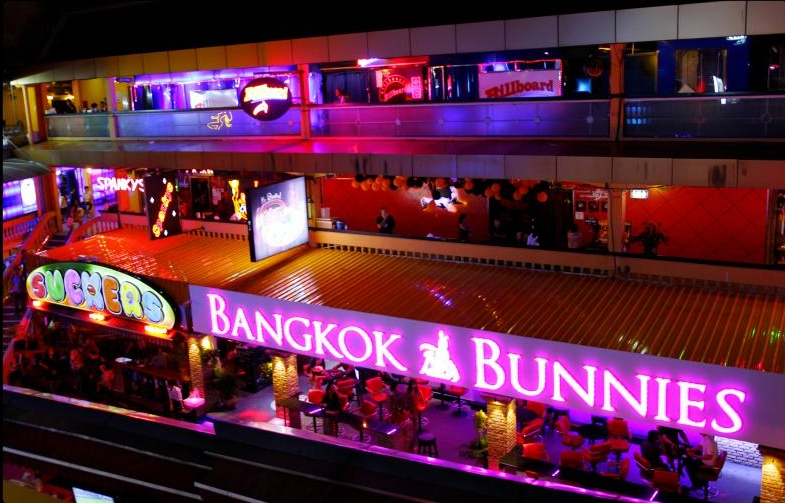
«Нана Плаза» в ноябре 2015 г.

«Нана Плаза» (тайск. นานาพลาซ่า, англ. Nana Plaza, ранее Nana Entertainment Plaza) — трёхэтажное здание в Бангкоке, секс-комплекс, позиционируется как крупнейшее в мире место отдыха для взрослых (The Worlds Largest Adult Playground). Находится на улице Сукхумвит, Сой 4, в 20 метрах от отеля «Нана» и в 300 метрах от станции «Нана» надземной железной дороги. Название дано в честь семейства Нана, которое владеет недвижимостью в этом районе и имеет значительное влияние в Таиланде.

## История
Один из трёх самых известных кварталов красных фонарей в Бангкоке (наряду с Сой Ковбой и Патпонгом), «Нана Плаза» выстроена в виде квадрата и имеет единственный вход с западной стороны. Комплекс начал работу как торговый центр с ресторанами в конце 1970-х годов. С наступлением 1980-х здесь появились первые гоу-гоу-бары, которые постепенно вытеснили магазины и рестораны. В 2012 году «Нана Плаза» была куплена Nana Partners Co Ltd. По неофициальным данным, сумма сделки составила $25 млн.
На втором и третьем этажах расположены почасовые отели, предназначенные для уединения с девушками после того, как барам, в которых они работают, заплачен так называемый барфайн.
По состоянию на ноябрь 2017 года в «Нана Плаза» действуют восемь баров с катоями: True Obsession (на первом этаже), Straps, Chili, DC-10, Casanova, Mercury и Temptations (на втором), Charades (на третьем). Помимо девушек, можно встретить катоев и в некоторых других барах.

## В литературе
- В «Нана Плаза» в баре «Зомби» танцует Джой, героиня романа Стивена Лизера Private Dancer. В баре «Казанова» работала героиня рассказа Лизера «Оргия с женой Билла», в баре «Радуга-2» — Кэт из рассказа «Глаза Кэт».
- Здесь разворачивается действие романа Кристофера Дж. Мура Cold Hit. Перевод книги на немецкий язык получил название Nana Plaza.

## Список баров «Нана Плаза»
По состоянию на декабрь 2017
Первый этаж
- Nana Beer Garden
- New Lollipop
- Bangkok Bunnies
- True Obsession
- Rainbow 2
- The Sports Bus (outside bar)
- London Calling
- Playskool
- Rainbow
- Short Time

Второй этаж
- Straps
- Rainbow 3
- Chili
- Spanky’s
- Angelwitch
- Sexy Night
- DC-10
- Casanova
- Rainbow 5
- Twister Bar (бывший Rainbow 4)
- Temptations
- Diamonds Bangkok
- Mandarin Upstairs
- Mandarin
- Mercury Ladyboy Bar
- Balcony Bar

Третий этаж
- Erotica
- Billboard
- Enter
- Charades
- Butterflies

## Галерея

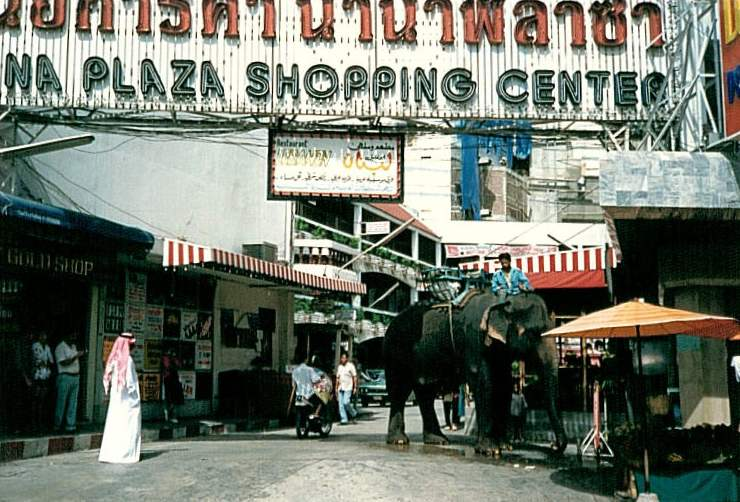
Вход в «Нана Плаза» в то время, когда она была торговым центром
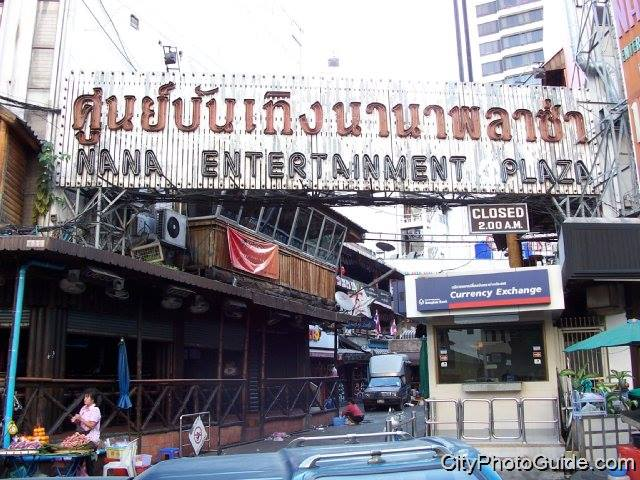
Старая вывеска у входа в «Нана Плаза»
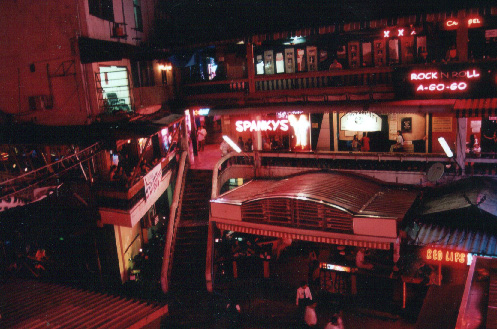
«Нана Плаза» в мае 2004 г.
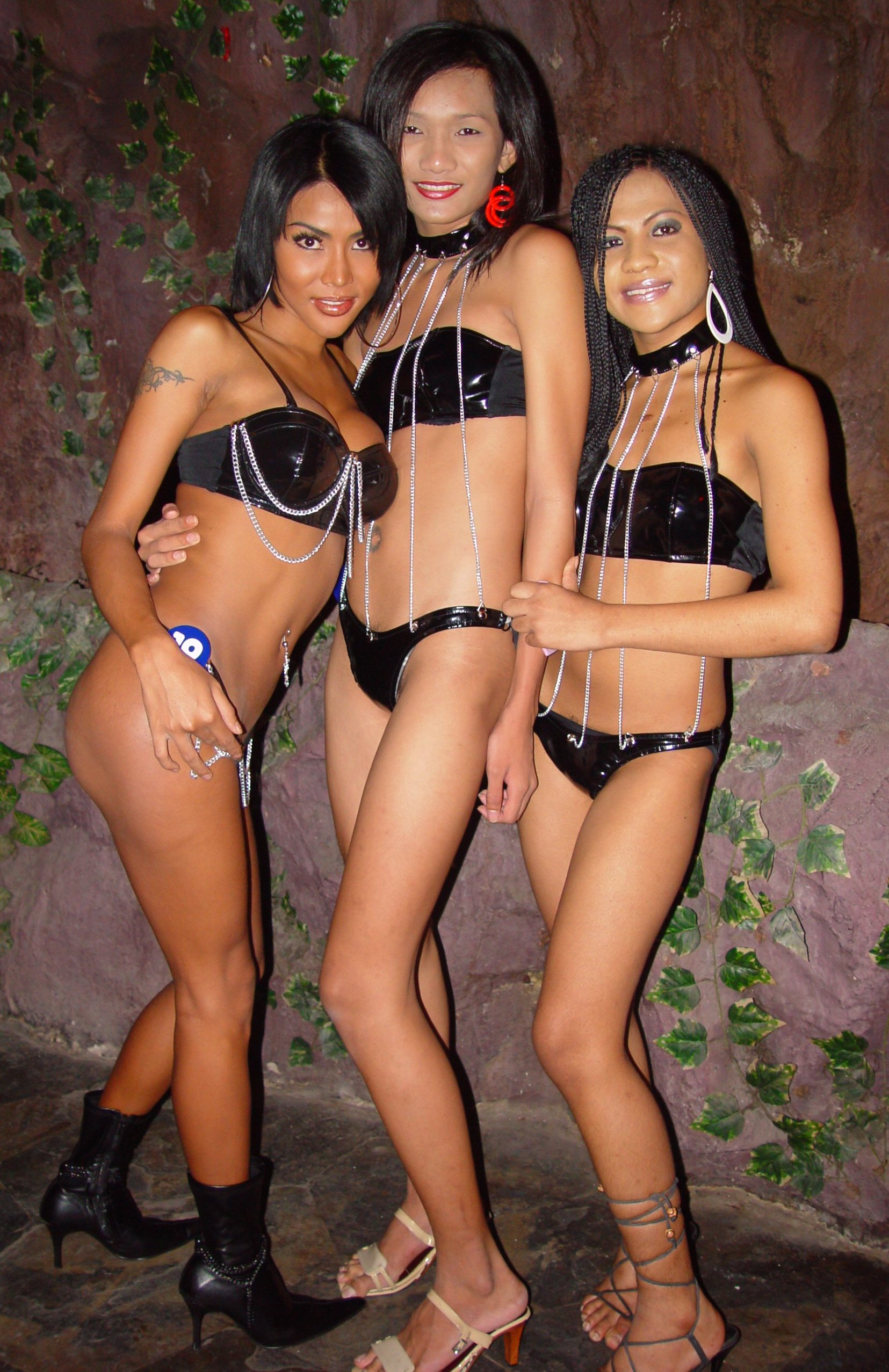
Катои в баре Cascade. 2004 г.